# Betriebskrankenkasse der BMW AG
Die Betriebskrankenkasse der BMW AG (BMW BKK) ist eine deutsche Körperschaft des öffentlichen Rechts und eine betriebsbezogene Betriebskrankenkasse mit Sitz in Dingolfing. Versichern können sich ausschließlich Mitarbeiter des BMW-Konzerns und deren Angehörige.

## Organisation
Die BMW BKK hat über 230 Mitarbeiter und betreut zusammen mit den kostenfrei mitversicherten Angehörigen über 232.000 Versicherte (Stand April 2025). Die BMW BKK wurde am 1. Juli 1990 gegründet. Zentrale Aufgaben werden von Dingolfing und München gesteuert. Zusätzlich gibt es an den sechs deutschen Werksstandorten München, Landshut, Regensburg, Dingolfing, Berlin und Leipzig Regionalbüros, in denen die Versicherten vor Ort Beratung und Unterstützung erhalten.
Die Selbstverwaltung der BMW BKK besteht aus dem Verwaltungsrat und dem Widerspruchsausschuss. Alternierende Vorsitzende des Verwaltungsrates sind Manfred Schoch und Karl Hacker.

## Leistungen
Die BMW BKK bietet ihren Versicherten zusätzlich zu den gesetzlichen Basisleistungen Zusatzangebote im Bereich der Prävention und Früherkennung an, wie z. B. betriebliche Gesundheitsförderung, Vorsorgeuntersuchungen, Präventionsprogramme und Osteopathie.